# Grinje
Grinje zajedno s krpeljima čine velik i raznorodan red paučnjaka u koljenu člankonožaca u koji se uvrštava oko 50.000 danas živućih opisanih vrsta razvrstanih u 546 porodica. To znači, da je vrstama najbrojnija skupina paučnjaka. Kako su u ovoj skupini najmanji člankonošci, može se pretpostaviti da ima još neotkrivenih vrsta.

## Staništa
Grinje su naselile velik broj životnih okoliša. Polovina poznatih vrsta živi u tlu gdje uz dobre uvjete više stotina tisuća ovih životinja može živjeti i hraniti se. U njihova staništa ubrajaju se i tako neobična mjesta kao što su pluća nekih majmuna, nosni otvori ptica ili otvori uzdušnica (traheja) kukaca. Većina ljudi domaćini su grinja, na primjer, na korijenu trepavica.

## Obilježja
Dok su pauci isključivo grabežljivci i imaju u principu jednaku građu tijela, pojedine vrste grinja se zbog svog vrlo različitog načina života međusobno značajno razlikuju. Najmanje grinje velike su jedva 0,1 mm, dok ženke najvećih, krpelji, nahranjene u punoj količini, mogu doseći do 3 cm. Imaju 8 nogu kao i pauci, iako ih u larvenom stadiju često imaju samo 6.
Grinje nisu brze. Zbog toga mnoge vrste koriste druge životinje kao prijevozno sredstvo (probioza). Pri tome, neke grinje samo "putuju", dok druge i sišu tjelesne sokove svog "prijevoznika".
Za razliku od grinja koje se hrane lovom, mnoge vrste obilježava sljepilo. Općenito, grinje nemaju središnje oči kao drugi paučnjaci, te je česta pojava da su se oči spojile u jedno oko. Općenito, broj očiju im se kreće od nule do pet.

## Prehrana
Pored grabežljivih, ima i grinja koje se hrane biljkama i gljivama, ali i takvih koje žive od strvina ili odumrlog tkiva živih organizama (nekrotično tkivo). Pored toga, mnoge vrste grinja žive parazitski.

## Štetnost i korisnost
Tako veliki broj vrsta kao i raznovrsnost staništa i načina prehrane razlog je da grinje imaju vrlo različito značenje za okoliš i druge žive organizme. Dok su neke vrlo štetne kao izazivači (varoa) ili prijenosnici (proljetni encefalitis, neke vrste groznica) raznih bolesti, ima i korisnih grinja koje napadaju štetnike u poljoprivredi kao i takvih koje se zbog toga uzgajaju u laboratorijima.

## Zanimljivost
Jedna tropska grinja, Archegozetes longisetosus, smatra se, u odnosu na svoju veličinu (0,8 mm) najsnažnijom životinjom na svijetu. Ona može držati gotovo 1200 puta veću masu od svoje vlastite.

## Vanjske poveznice
|  | Zajednički poslužitelj ima još gradiva o temi Grinje |
|  | Wikivrste imaju podatke o taksonu Grinjama           |

- Acari (Grinje), autor Michael Becker  Arhivirana inačica izvorne stranice od 26. prosinca 2009. (Wayback Machine)